# Картър (окръг, Тенеси)
Вижте пояснителната страница за други значения на Картър.
Окръг Картър (на английски: Carter County) е окръг в щата Тенеси, Съединени американски щати. Площта му е 901 km², а населението – 56 742 души (2000). Административен център е град Елизабеттън.